# Frappes aériennes pakistanaises de 2022 en Afghanistan
Les frappes aériennes pakistanaises de 2022 en Afghanistan sont survenues dans la nuit du 16 avril 2022 lorsque des avions appartenant à l'armée de l'air pakistanaise ont frappé différentes parties des provinces afghanes de Khost et de Kounar, près de la frontière entre les deux pays. Selon les médias pakistanais et certains médias afghans comme l'agence de presse Bakhtar, la frappe aérienne visait des militants appartenant au Tehrik-e-Taliban Pakistan,,. Cependant, selon les responsables talibans afghans locaux, les avions ont frappé plusieurs villages dans les provinces de Khost et de Kounar, tuant plus de 40 civils, dont des femmes et des enfants, et en blessant plus de 20 autres. Actuellement, il n'y a aucune confirmation officielle du nombre de morts.
Les frappes aériennes ont été menées vers 2 h 0 et 3 h 0 du matin alors que les gens se préparaient pour le repas de l'aube pendant le Ramadan, le mois de jeûne islamique. Les frappes aériennes étaient en représailles à une attaque terroriste contre un convoi militaire pakistanais dans le Waziristan du Nord, dans le Khyber Pakhtunkhwa, au Pakistan la veille, qui a tué sept soldats pakistanais. De plus, selon quelques rapports, les soldats pakistanais avaient aussi affronté les forces talibanes à environ 21 h 0 la même nuit dans le district de Gurbuz (en) de Khost. Deux militants talibans ont été tués dans l'affrontement.

## Victimes
Selon les médias afghans, dans la province de Khost, les frappes aériennes ont eu lieu dans plusieurs villages du district de Spera (en), dont Pesa Mela et Mirsapar, et ont frappé des camps de réfugiés appartenant à des personnes déplacées du Waziristan, tuant au moins 41 civils et en blessant plus de 20 autres. Selon Rasool Jan Mashal, un ancien de la tribu de la région, ainsi que plusieurs responsables talibans de Khost, les personnes tuées ou blessées étaient toutes des civils.
Dans la province de Kounar, les attaques ont eu lieu dans le village de Chogam du district Shaigal Aw Shiltan, tuant trois filles, deux garçons et une femme, et blessant un homme,,.

## Réactions

### Gouvernement afghan
Un responsable afghan à Khost, sous couvert d'anonymat, a déclaré que "des hélicoptères pakistanais ont bombardé quatre villages près de la ligne Durand dans la province de Khost. Seules des maisons civiles ont été ciblées et il y a eu des victimes."
Najibullah Hanif, chef provincial par intérim du département afghan de l'information et de la culture (en), a reconnu que "cinq civils" avaient été tués dans les attaques nocturnes dans la province de Kounar. Il a déclaré que "les forces pakistanaises ont bombardé la zone à l'aide d'artillerie lourde au cours des trois derniers jours sur les districts de Marawara (en), Shaltan et Nari (en) [dans la province de Kounar]".
Le ministre afghan des Affaires étrangères par intérim, Amir Khan Muttaqi (en), a déclaré qu'il avait convoqué l'ambassadeur du Pakistan (en) à Kaboul, Mansoor Ahmad Khan (en), après les frappes aériennes et lui avait fait une démarche diplomatique. "Tous les empiètements militaires, y compris ceux dans les provinces de Kounar et Khost, doivent être empêchés car des actes en tant que tels détérioreront les relations bilatérales entre le Pakistan et l'Afghanistan. La détérioration des relations aura des conséquences désastreuses", a déclaré Muttaqi.
Zabihullah Mujahid, le principal porte-parole des talibans, a averti : "[L'émirat islamique d'Afghanistan] appelle la partie pakistanaise à ne pas tester la patience des afghans sur de telles questions et à ne pas répéter la même erreur, sinon cela aura de mauvaises conséquences,."
L'ancien président afghan Hamid Karzai a condamné les frappes aériennes et les a qualifiées de "violation de la souveraineté de l'Afghanistan, de violation des normes internationales et de crime contre l'humanité."

### Gouvernement pakistanais
Les médias pakistanais ont affirmé que les attaques visaient des militants talibans pakistanais (TTP) en Afghanistan, mais le gouvernement pakistanais et les forces armées pakistanaises n'ont fait aucun commentaire sur les attaques.
Le porte-parole de l'ambassade du Pakistan à Kaboul a nié qu'il y ait eu des frappes aériennes en Afghanistan et a déclaré que l'ambassadeur Mansoor Ahmad Khan et les autorités talibanes avaient discuté d'une résolution des problèmes frontaliers.

### Nations unies
La Mission d'assistance des Nations unies en Afghanistan a déclaré : "La MANUA est profondément préoccupée par les informations faisant état de victimes civiles, dont des femmes et des enfants, à la suite des frappes aériennes dans les provinces de Khost et de Kounar la nuit dernière. Les civils ne sont jamais une cible."

## Protestations
Des centaines de civils sont descendus dans les rues de Khost pour protester contre l'incident, scandant "Mort au Pakistan".
Dans la province de Kounar, les habitants ont exprimé leur "mécontentement face au silence des talibans sur les attaques" et ont déclaré que les talibans devraient agir dès que possible.